# Donja Drenova
Donja Drenova , također i Drenova Donja, naseljeno je mjesto u Republici Hrvatskoj u Zagrebačkoj županiji. 

## Zemljopis
Nalazi se u sastavu grada Svetoga Ivana Zeline. Naselje se proteže na površini od 2,80 km². 

## Stanovništvo
Prema popisu stanovništva iz 2001. godine u Donjoj Drenovi živi 330 stanovnika i to u 93 kućanstva. Gustoća naseljenosti iznosi 117,86 st./km².
| broj stanovnika | 212   |       |       |       |       |       |       |       | 470   | 468   | 452   | 428   | 396   | 394   | 330   | 308   | 300   |
|                 | 1857. | 1869. | 1880. | 1890. | 1900. | 1910. | 1921. | 1931. | 1948. | 1953. | 1961. | 1971. | 1981. | 1991. | 2001. | 2011. | 2021. |

## Spomenici i znamenitosti
- Kurija Omilje (Čačković-Štajduhar)